# UCI-Straßenradsport-Kalender der Frauen 2016
Der UCI-Straßenradsport-Kalender der Frauen 2016 (Elite) umfasste Wettbewerbe zwischen Januar und Oktober 2016.
Die einzelnen Eintages- und Etappenrennen des Frauenradrennsports auf der Straße werden durch den Weltradsportverband UCI in verschiedene Kategorien eingestuft: Weltmeisterschaften (CM), UCI Women’s WorldTour (WWT), Kontinentalmeisterschaften (CC), Weltcuprennen (CDM), Eintagesrennen der Kategorien 1 und 2 (1.1 bzw. 1.2) sowie Etappenrennen der Kategorien 1 und 2 (2.1 bzw. 2.2). Bei den Rennen wurden Punkte für die Weltrangliste vergeben. In den Kategorien 1 und 2 konnten außer Radrennfahrerinnen der Elite auch Juniorinnen des letzten Jahrgangs teilnehmen.

## Rennen
Vorliegend werden die Rennen des internationalen Straßenradsportkalenders 2016 mit Ausnahme der Rennen der UCI Women’s World Tour aufgeführt.

### Januar
| Datum   | Rennen                                     | Kat. | Siegerin (UCI-Team)                 |
| ------- | ------------------------------------------ | ---- | ----------------------------------- |
| 9.      | Gran Prix San Luis Femenino                | 1.2  | Małgorzata Jasińska (Alé Cipollini) |
| 10.–15. | Tour Féminin de San Luis                   | 2.2  | Katie Hall (UnitedHealthcare)       |
| 15.–16. | Tour féminin d'Udon                        | 2.2  | Jutatip Maneephan                   |
| 16.–19. | Santos Women’s Tour                        | 2.2  | Katrin Garfoot (Orica GreenEdge)    |
| 17.     | Udon Thani's 123rd Anniversary             | 1.2  | Jutatip Maneephan                   |
| 21.     | Asiatische Meisterschaften – Zeitfahren    | CC   | Na Ah-reum                          |
| 23.     | Asiatische Meisterschaften – Straßenrennen | CC   | Mayuko Hagiwara                     |
| 30.     | Cadel Evans Great Ocean Road Race          | 1.2  | Amanda Spratt (Orica GreenEdge)     |

### Februar
| Datum | Rennen                                       | Kat. | Siegerin (UCI-Team)                           |
| ----- | -------------------------------------------- | ---- | --------------------------------------------- |
| 2.–5. | Ladies Tour of Qatar                         | 2.1  | Trixi Worrack (Canyon SRAM Racing)            |
| 23.   | Afrikanische Meisterschaften – Zeitfahren    | CC   | Vera Adrian                                   |
| 25.   | Afrikanische Meisterschaften – Straßenrennen | CC   | Vera Adrian                                   |
| 27.   | Omloop Het Nieuwsblad                        | 1.1  | Lizzie Armitstead (Boels Dolmans Cyclingteam) |
| 28.   | Omloop van het Hageland – Tielt-Winge        | 1.1  | Marta Bastianelli (Alé Cipollini)             |

### März
| Datum | Rennen                                     | Kat. | Siegerin (UCI-Team)                        |
| ----- | ------------------------------------------ | ---- | ------------------------------------------ |
| 2.    | Le Samyn des Dames                         | 1.2  | Chantal Blaak (Boels Dolmans Cyclingteam)  |
| 3.    | Massada-Arad                               | 1.2  | Shani Bloch                                |
| 3.    | Ozeanische Meisterschaften – Zeitfahren    | CC   | Mikayla Harvey                             |
| 3.    | Arava-Arad                                 | 1.2  | Antri Christoforou                         |
| 5.    | Ozeanische Meisterschaften – Straßenrennen | CC   | Chloe Moran                                |
| 13.   | Drentse 8                                  | 1.2  | Leah Kirchmann (Liv-Plantur)               |
| 30.   | Pajot Hills Classic                        | 1.2  | Marianne Vos (Rabo Liv Women Cycling Team) |

### April
| Datum    | Rennen                              | Kat. | Siegerin (UCI-Team)                                |
| -------- | ----------------------------------- | ---- | -------------------------------------------------- |
| 2.–3.    | Vuelta Femenil Internacional        | 2.2  | Erika Varela                                       |
| 4.       | Grand Prix de Dottignies            | 1.2  | Giorgia Bronzini (Wiggle High5)                    |
| 6.–10.   | Energiewacht Tour                   | 2.2  | Ellen van Dijk (Boels Dolmans Cyclingteam)         |
| 8.–10.   | Thailand-Rundfahrt                  | 2.2  | Yang Qianyu                                        |
| 12.      | Durango–Durango Emakumeen Saria     | 1.2  | Megan Guarnier (Boels Dolmans Cyclingteam)         |
| 13.–17.  | Emakumeen Euskal Bira               | 2.1  | Emma Johansson (Wiggle High5)                      |
| 16.      | Omloop van de IJsseldelta           | 1.2  | Anna van der Breggen (Rabo Liv Women Cycling Team) |
| 17.      | Ronde van Gelderland                | 1.2  | Katarzyna Niewiadoma (Rabo Liv Women Cycling Team) |
| 21.–24.  | Joe Martin Stage Race               | 2.2  | Coryn Rivera (UnitedHealthcare)                    |
| 23.      | Omloop van Borsele                  | 1.2  | Barbara Guarischi (Canyon SRAM Racing)             |
| 24.      | Dwars door de Westhoek              | 1.1  | Christine Majerus (Boels Dolmans Cyclingteam)      |
| 25.      | Trofeo Lazzaretti                   | 1.2  | Marta Bastianelli (Alé Cipollini)                  |
| 28.–1.5. | Gracia Orlová                       | 2.2  | Olena Pavlukhina (BTC City Ljubljana)              |
| 29.–1.5. | Festival luxembourgeois Elsy Jacobs | 2.1  | Katarzyna Niewiadoma (Rabo Liv Women Cycling Team) |
| 30.      | Tour de Yorkshire                   | 1.2  | Kirsten Wild (Hitec Products)                      |

### Mai
| Datum   | Rennen                                     | Kat. | Siegerin (UCI-Team)                              |
| ------- | ------------------------------------------ | ---- | ------------------------------------------------ |
| 4.–8.   | Tour of the Gila                           | 2.2  | Mara Abbott (Wiggle High5)                       |
| 5.–8.   | Vuelta Internacional Femenina a Costa Rica | 2.2  | Arlenis Sierra                                   |
| 7.      | 7-Dorpenomloop Aalburg                     | 1.2  | Marianne Vos (Rabo Liv Women Cycling Team)       |
| 8.      | Trofee Maarten Wynants                     | 1.2  | Lotte Kopecky (Lotto Soudal Ladies)              |
| 11.–13. | Tour of Chongming Island                   | 2.2  | Elena Kuchinskaya                                |
| 11.     | Copa Federación Venezolana de Ciclismo     | 1.2  | Janildes Fernandes                               |
| 12.     | Clásico FVCiclismo Corre Por la VIDA       | 1.2  | Danielys García                                  |
| 13.–15. | 4.NEA                                      | 2.2  | Vita Heine (Hitec Products)                      |
| 14.     | Gran Premio de Venezuela                   | 1.2  | Paola Muñoz                                      |
| 15.     | Grand Prix du Venezuela                    | 1.2  | Clemilda Fernandes                               |
| 19.     | Panamerikanische Zeitfahrmeisterschaften   | CC   | Serika Gulumá                                    |
| 21.     | Panamerikanische Straßenmeisterschaften    | CC   | Iraida Garcia                                    |
| 22.     | SwissEver GP Cham-Hagendorn                | 1.2  | Lotta Lepistö (Cervélo Bigla Pro Cycling Team)   |
| 27.     | La Classique Morbihan                      | 1.1  | Christine Majerus (Boels Dolmans Cyclingteam)    |
| 27.     | Boels Rental Hills Classic                 | 1.1  | Elizabeth Armitstead (Boels Dolmans Cyclingteam) |
| 28.     | Grand Prix de Plumelec-Morbihan Dames      | 1.1  | Rachel Neylan (Orica GreenEdge)                  |
| 28.     | Horizon Park Women Challenge               | 1.2  | Tetyana Riabchenko                               |
| 29.     | Gooik-Geraardsbergen-Gooik                 | 1.1  | Gracie Elvin (Orica GreenEdge)                   |
| 29.     | VR Women ITT                               | 1.2  | Walerija Kononenko                               |
| 30.     | Winston-Salem Cycling Classic              | 1.2  | Rossella Ratto (Cylance Pro Racing)              |

### Juni
| Datum   | Rennen                                     | Kat. | Siegerin (UCI-Team)                                |
| ------- | ------------------------------------------ | ---- | -------------------------------------------------- |
| 2.      | Grand Prix cycliste de Gatineau            | 1.1  | Kimberley Wells (Colavita Bianchi)                 |
| 3.      | Chrono Gatineau                            | 1.1  | Amber Neben (BePink)                               |
| 5.      | Keukens Van Lommel Ladies Classic          | 1.2  | Marianne Vos (Rabo Liv Women Cycling Team)         |
| 10.     | Ljubljana-Domzale-Ljubljana TT             | 1.2  | Ann-Sophie Duyck (Topsport Vlaanderen-Pro-Duo)     |
| 11.–12. | Auensteiner Radsporttage                   | 2.2  | Ashleigh Moolman (Cervélo Bigla Pro Cycling Team)  |
| 12.     | Diamond Tour                               | 1.1  | Jolien D’hoore (Wiggle High5)                      |
| 15.     | O cenu hejtmana Moravskoslezskeho kraje TT | 1.2  | Martina Sablikova                                  |
| 18.–19. | Giro del Trentino Alto Adige               | 2.1  | Katarzyna Niewiadoma (Rabo Liv Women Cycling Team) |

### Juli
| Datum   | Rennen                                     | Kat. | Siegerin (UCI-Team)                                 |
| ------- | ------------------------------------------ | ---- | --------------------------------------------------- |
| 7.–10.. | Tour de Feminin – O cenu Českého Švýcarska | 2.2  | Cecilie Uttrup Ludwig (BMS BIRN)                    |
| 10.     | White Spot-Delta Road Race                 | 1.2  | Joëlle Numainville (Cervélo Bigla Pro Cycling Team) |
| 13.–17. | Tour de Bretagne                           | 2.2  | Arlenis Sierra                                      |
| 15.–17. | BeNe Ladies Tour                           | 2.2  | Jolien D’hoore (Wiggle High5)                       |
| 15.–21. | Thüringen-Rundfahrt                        | 2.1  | Elena Cecchini (Canyon SRAM Racing)                 |
| 19.–20. | Polen-Rundfahrt                            | 2.2  | Jolanda Neff (Servetto Footon)                      |
| 20.–24. | Cascade Cycling Classic                    | 2.2  | Tara Whitten                                        |

### August
| Datum    | Rennen                   | Kat. | Siegerin (UCI-Team)                         |
| -------- | ------------------------ | ---- | ------------------------------------------- |
| 6.       | Erpe-Mere-Erondegem      | 1.2  | Lucinda Brand (Rabo Liv Women Cycling Team) |
| 7.–14.   | Route de France Féminine | 2.1  | Amber Neben (BePink)                        |
| 12.–14.  | Tour of Norway           | 2.1  | Lucinda Brand (Rabo Liv Women Cycling Team) |
| 21.–24.  | Trophée d’Or Féminin     | 2.2  | Élise Delzenne (Lotto Soudal Ladies)        |
| 30.–4.9. | Boels Rental Ladies Tour | 2.1  | Chantal Blaak (Boels Dolmans Cyclingteam)   |

### September
| Datum  | Rennen                                           | Kat. | Siegerin (UCI-Team)                               |
| ------ | ------------------------------------------------ | ---- | ------------------------------------------------- |
| 1.–6.  | Tour Cycliste Féminin International de l’Ardèche | 2.2  | Flávia Oliveira                                   |
| 6.–9.  | Lotto Belisol Belgium Tour                       | 2.1  | Annemiek van Vleuten (Orica GreenEdge)            |
| 9.–11. | Giro della Toscana Femminile                     | 2.2  | Ashleigh Moolman (Cervélo Bigla Pro Cycling Team) |
| 24.    | Giro dell’Emilia                                 | 1.1  | Elisa Longo Borghini (Wiggle High5)               |
| 25     | Grand Prix Beghelli                              | 1.1  | Chloe Hosking (Wiggle High5)                      |

### Oktober
| Datum | Rennen                                 | Kat. | Siegerin (UCI-Team)                            |
| ----- | -------------------------------------- | ---- | ---------------------------------------------- |
| 9.    | Weltmeisterschaften – Teamzeitfahren   | CM   | Boels Dolmans Cyclingteam                      |
| 11.   | Weltmeisterschaften – Einzelzeitfahren | CM   | Amber Neben                                    |
| 15.   | Weltmeisterschaften – Straßenrennen    | CM   | Amalie Dideriksen                              |
| 23.   | Chrono des Nations                     | 1.1  | Ann-Sophie Duyck (Topsport Vlaanderen-Pro-Duo) |

## Weltranglisten
(Stand der Weltrangliste zum Saisonende)
| #   | Fahrerin             | Nation                 | Team | Punkte  |
| --- | -------------------- | ---------------------- | ---- | ------- |
| 1.  | Megan Guarnier       | Vereinigte Staaten     | DLT  | 1186,00 |
| 2.  | Anna van der Breggen | Niederlande            | RBW  | 1063,00 |
| 3.  | Emma Johansson       | Schweden               | WHT  | 1013,00 |
| 4.  | Marianne Vos         | Niederlande            | RBW  | 1011,00 |
| 5.  | Elisa Longo Borghini | Italien                | WHT  | 983,00  |
| 6.  | Lizzie Deignan       | Vereinigtes Konigreich | DLT  | 959,00  |
| 7.  | Katarzyna Niewiadoma | Polen                  | RBW  | 930,33  |
| 8.  | Leah Kirchmann       | Kanada                 | TLP  | 877,75  |
| 9.  | Chantal Blaak        | Niederlande            | DLT  | 836,00  |
| 10. | Ellen van Dijk       | Niederlande            | DLT  | 737,00  |

| #   | Team                                 | Nation                 | Punkte  |
| --- | ------------------------------------ | ---------------------- | ------- |
| 1.  | Boels Dolmans Cyclingteam (DLT)      | Niederlande            | 3918,00 |
| 2.  | Rabo Liv Women Cycling Team (RBW)    | Niederlande            | 3622,83 |
| 3.  | Wiggle High5 (WHT)                   | Vereinigtes Konigreich | 3196,00 |
| 4.  | Cervélo Bigla Pro Cycling Team (CBT) | Deutschland            | 2054,00 |
| 5.  | Canyon SRAM Racing (LPR)             | Deutschland            | 1993,25 |
| 6.  | Orica-AIS (OGE)                      | Australien             | 1880,25 |
| 7.  | Liv-Plantur (TLP)                    | Niederlande            | 1472,25 |
| 8.  | Alé Cipollini (ALE)                  | Italien                | 1238,00 |
| 9.  | Hitec Products (HPU)                 | Norwegen               | 1191,00 |
| 10. | BePink (BPK)                         | Italien                | 1114,34 |

### Nationen
| #   | Nation                 | Punkte  |
| --- | ---------------------- | ------- |
| 1.  | Niederlande            | 4323,75 |
| 2.  | Vereinigte Staaten     | 2900,50 |
| 3.  | Italien                | 2652,25 |
| 4.  | Australien             | 2221,00 |
| 5.  | Polen                  | 1866,33 |
| 6.  | Kanada                 | 1846,75 |
| 7.  | Vereinigtes Königreich | 1442,00 |
| 8.  | Schweden               | 1406,75 |
| 9.  | Deutschland            | 1346,75 |
| 10. | Frankreich             | 1111,67 |